# بازرس کو
بازرس کو (کره‌ای: 구경이; لاتین‌نویسی اصلاح‌شده: Gu Gyeong-i) یک مجموعهٔ تلویزیونی کره جنوبی سال ۲۰۲۱ با بازی لی یونگ ئه در نقش کو کیونگ-یی، در کنار کیم هه-جون، کیم هه-سوک، کواک سون-یونگ، بک سونگ-چول و چو هیون-چول است. این مجموعه از ۳۰ اکتبر تا ۱۲ دسامبر ۲۰۲۱، روزهای شنبه و یکشنبه ساعت ۲۲:۳۰ (کی‌بی‌اس) از جی‌تی‌بی‌سی برای ۱۲ قسمت پخش شد. همچنین برای استریم در نتفلیکس در دسترس است.

## بازیگران

### اصلی
- لی یونگ ئه در نقش کو کیونگ-یی[۲][۳]
- کیم هه-جون در نقش کی / سونگ یی-کیونگ (نام واقعی)[۱۱][۱۲]
- کیم هه-سوک در نقش یونگ سوک (مدیر یونگ)[۱۲]
- کواک سون-یونگ در نقش نا جه-هی[۱۲]
- بک سونگ-چول در نقش سانتا / هان هوانگ-ووک، دستیار کو کیونگ-یی.[۱۳][۱۴]
- چو هیون-چول در نقش اوه کیونگ-سو[۱۵]

## جوایز و نامزدی‌ها
| مراسم جوایز       | سال  | دسته                                | گیرنده     | نتیجه | منابع  |
| ----------------- | ---- | ----------------------------------- | ---------- | ----- | ------ |
| جوایز هنری بکسانگ | ۲۰۲۲ | بهترین بازیگر تازه‌کار زن – تلویزیون | کیم هه-جون | برنده | [ ۱۶ ] |